# 2571 Geisei
2571 Geisei (1981 UC) là một tiểu hành tinh vành đai chính được phát hiện ngày 23 tháng 10 năm 1981 bởi Seki, T. ở Geisei.